# Agrochola thermopotamica
Agrochola thermopotamica là một loài bướm đêm trong họ Noctuidae.